# If de Florencecourt
L'If de Florencecourt est un arbre qui pousse au domaine de Florence Court dans le comté de Fermanagh en Irlande du Nord. Il est remarquable par son port élancé, avec de nombreuses branches verticales, qui se démarque du port étalé ou de la forme en buisson plus courante chez les ifs communs.

## Présentation
Cet arbre a fait l'objet de beaucoup d'intérêt de la part des visiteurs du domaine et des horticulteurs. De nombreuses boutures ont été prélevées pour multiplier cet if dans l'ensemble du Royaume-Uni. Il était si populaire qu'il a même fait l'objet d'une diffusion commerciale dans les années 1820 et qu'il est connu comme « l'ancêtre des ifs d'Irlande (ou ifs fastigiés).